# Огранак Српске академије наука и уметности у Новом Саду
Огранак Српске академије наука и уметности у Новом Саду једна је од организационих јединица основана сједињавањем Војвођанске академије наука и уметности (ВАНУ), и Српске академије наука и уметности (САНУ) после доношења Закона о Српској академији наука и уметности од 29. јула 1992. године.

## Положај и смештај
Положај
Огранак Српске академије наука и уметности у Новом Саду налази се у старој четврти Новог Сада у улици у згради Платонеум, изграђену 1861. године у стилу романтизма, која има статус споменика културе, и која својим изгледом и положајем доминира старим делом Новог Сада. Зграда која данас представља значајну културну баштину Покрајине Војводине и Републике Србије, је задужбина - легат владике Платона Атанацковића. У њој је пре оснивања Војвођанске академије наука и уметности (ВАНУ) претходно била смештена Прва српска читаоница у Новом Саду, Матица српска и друге образовне и културне установе Војводине.
Смештај
Огранак Српске академије наука и уметности у Новом Саду смештена је у адаптираном простору, који је догарађен с краја 20. века, још једним спратом, који се не види са спољашње стране зграде. Сам простор је ненаменски како за изложбене делатности тако и за рад Академије, и због дотрајалости захтева обимну санацију.
Велики број уметаничких дела који је од оснивања огранка смештен у бројним просторијама, холовима и свечаној сали Академије, саставни је део њеног ентеријера.
Огранак САНУ располаже и Галеријом, како за потребе изложбене делатности, делимично или у целини, тако и за повремено излагање дела из Уметничке збирке САНУ и одржавање концерата, предавања итд.

## Историјат
Огранак САНУ у Новом Саду, настао је спајањем Војвођанске академије наука и уметности (основане 1979. године), и Српске академије наука и уметности (основане године) након доношења Закона о Српској академији наука и уметности од 29. јула 1992. године. Овим Законом сви чланови Војвођанске академије (32), по аутоматизму примљени су у Српску академију у истом звању и као чланови Огранка САНУ у Новом Саду, и наставили су да раде на истим пројектима и програмима као и пре спајања ових Академија.

## Академиици, досадашњи председници ВАНУ и Огранка
- Богољуб Станковић (1979-1984)
- Славко Боројевић (1984-1988)
- Александар Фира (1988-1990)
- Мирослав Радовановић (1990-1992)
- Берислав Берић (1993-1994)
- Чедомир Попов (1994-2002)
- Зоран Л. Ковачевић (2002-2015)
- Стеван Пилиповић (2015- )

## Организација
Огранак САНУ у Новом Саду у свом саставу има Извршни одбор и Скупштину. Ови органи Огранка у највећој мери аутономно одлучује о плану и програму рада.

### Извршни одбор
- Стеван Пилиповић, председник
- Милорад Радовановић, потпредседник
- Теодор Атанацковић, секретар
- Јасмина Грковић-Мејџор, члан
- Миро Вуксановић, члан

### Комисије
Комисија за издавачку делатност
- Милорад Радовановић, председник
- Светозар Кољевић, члан
- Теодор Атанацковић, члан
- Секретар Бранка Нешковић

Комисија за библиотеку, документацију и архиву
- Милорад Радовановић, председник
- Олга Хаџић, члан
- Миљко Сатарић, члан

Секретар Бранка Нешковић
Комисија за Галерију „Платонеум“
- Војислав Марић, председник
- Милан Марић, члан
- Миро Вуксановић, члан
- Секретар Катарина Барајевац

Комисија за културно-уметничке активности и научну трибину
- Миљко Сатарић, председник
- Светозар Кољевић, члан
- Војислав Марић, члан
- Миро Вуксановић, члан
- Јасмина Грковић-Мејџор, члан
- Секретар Катарина Барајевац

Комисија за материјално-финансијска питања
- Велимир Попсавин, председник
- Теодор Атанацковић, члан
- Драган Шкорић, члан
- Секретар Бојан Јоргић

Комисија за интернет презентацију
- Теодор Атанацковић, председник
- Зоран Ковачевић, члан
- Олга Хаџић, члан
- Секретар Бојан Јоргић

## Задаци
Данас је Огранак носилац бројних научних пројеката који се остварују у оквиру САНУ или самостално. Његова активност одвијају се и кроз рад:
- Научне и културне трибине
- Галерије Огранака,
- Сарадњу са научним и образовним установама Новог Сада и Војводине,
- Међународну сарадњу, посебно са академијама наука у регионалном окружењу.